# 日本とバチカンの関係
日本とバチカンの関係(にほんとバチカンのかんけい、ラテン語: Sancta Sedes et Iaponia necessitudo, イタリア語: Il rapporto tra la Santa Sede e il Giappone, 英語: relations between the Holy See and Japan)では日本と聖座を含むバチカンの関係をのべる。
カトリック教会の指導者である教皇とローマ教皇庁の総称である聖座と日本の関係は1549年に宣教師のフランシスコ・ザビエルが薩摩半島の坊津に上陸したことに始まる。その後、数十年はカトリックが日本に布教される。1584年には天正遣欧少年使節がローマに派遣され、教皇グレゴリウス13世に謁見した。しかし、17世紀初頭に江戸幕府によりキリスト教が禁止され、1873年に明治天皇がキリスト教を解禁するまで禁圧された。
公式な関係は1919年より教皇使節が常駐することになったことから始まる。1942年にアジアの国家としては初めて日本とバチカンは正式に国交を開いた。その後1958年に日本は公使を大使に昇格し、1966年にはバチカン側が教皇公使を教皇大使に格上げした。在バチカン日本国大使館はイタリアのローマに所在する。駐日本国ローマ法王庁大使館は東京都千代田区に所在する。

## 歴史

### 明治維新以前（ - 1868年）
1549年8月に薩摩半島の坊津にフランシスコ・ザビエルがカトリックの布教を目的として来航し、700人ほどの日本人をカトリックに改宗した。その中には、日本人として初めてヨーロッパを訪れた鹿児島のベルナルドも含まれていた。1580年には大名の大友宗麟や有馬晴信をはじめとして日本に約10万人のキリスト教徒がいた。1579年から1582年の間に日本を訪れていたイエズス会員のアレッサンドロ・ヴァリニャーノにより発案された天正遣欧少年使節団が1582年に送られ、スペイン国王のフェリペ2世の歓待や教皇グレゴリウス13世の謁見を受け、グレゴリウス13世の次の教皇のシクストゥス5世の戴冠式に出席した。これは日本からヨーロッパに送られた最初の使節であった。
しかし豊臣政権と江戸幕府においてはキリスト教が禁圧され、禁止政策はおよそ2世紀半もの間続けられた。この間に多くのキリスト教徒が日本で処刑された。

### 明治時代
1873年に明治維新の一環としてキリスト教の禁止が撤廃されると宣教師が日本に自由に出入りできるようになった 。聖座は隠れキリシタンによる禁教下での布教活動を認識しており、処刑されたカトリック信者らを殉教者として列聖した。1885年（明治18年）、教皇レオ13世は、明治天皇に対して日本の発展を祝すとともに、信徒の保護と自由を求める親書を送った。これ以降、慶弔の際には電報を取り交わすことが慣例となった。キリスト教解禁後に日本で宣教活動を行ったのは主にプロテスタントであり、1907年の日本のキリスト教徒14万人に対し、カトリック信者は6万人にとどまっていた。1905年（明治38年）には教皇特使ウィリアム・ヘンリー・オコンネルボストン大司教が明治天皇に謁見し、ピウス10世による親書を手渡した。ピウス10世は日露戦争の平和回復への希望、満洲におけるキリスト教徒保護への感謝、日本における信徒への保護を伝えている。これに対して駐オーストリア＝ハンガリー帝国大使内田康哉が答礼の特使として送られ、明治天皇の親書が手渡されている。
1906年（明治39年）にピウス10世はイエズス会に対し、日本へ宣教師を派遣して高等教育機関を設置することを要請し、これを受けて3人のイエズス会員が派遣され、彼らにより1913年（大正2年）には上智大学が開校された。

### 正式な国交の樹立
1919年（大正8年）、教皇庁は日本への使節派遣を要望し、10月14日に日本政府と合意が交わされた。11月26日、教皇使節にピエトロ・フマゾーニ・ビオンディが任命され、12月16日に東京大司教旧邸が教皇使節館となった。ビオンディは1920年（大正9年）3月11日に来日し、日本各地を訪問した後に1921年（大正10年）3月26日に帰国した。ビオンディの来日は日本の官民からは様々な憶測を持って迎えられたが、やがてその任務が信仰上のものであると理解されるようになった。この時に駐イタリア臨時大使諸井六郎は聖座との外交関係を樹立することを建言している。一方、仏教界や新宗教の一部には聖座との外交関係成立に反対する声もあった。1921年（大正11年）7月15日にはイタリアを訪れた皇太子裕仁親王（昭和天皇）が教皇ベネディクトゥス15世に謁見している（皇太子裕仁親王の欧州訪問）。
1941年（昭和16年）頃から日本においては情報収集の面などから、バチカンに常設の外交部を置くことが検討され始めた。1942年（昭和17年）にアジアの国家としては初めて日本とバチカンは正式に国交を開いた。この時、バチカン側はフランス臨時代理大使を務めた原田健を駐在公使として受け入れたが、駐日代表は「教皇使節」のまま名義を変更しないという希望を伝えた。また在バチカンの日本公館は「使節館」の名称が用いられている。この国交正常化には第二次世界大戦においてバチカンを日本と連合国の調停者にしようとする日本側の意図があり、昭和天皇も元駐イタリア大使で宮内省御用掛の松田道一からの御進講でバチカンの役割について度々言及していた。この時、130万人のカトリック信者をもつフィリピンをはじめ、日本の占領地には200万人ものカトリック信者がいた。このため、バチカンの対日政策が日本の行動を容認するものとみなしたアメリカやイギリスは非難している。
一方でバチカンは蔣介石の中華民国（重慶政府）とも国交を樹立する動きを見せていた。日本側はこれを阻止しようと活動していたが、1942年（昭和17年）にバチカン側は重慶政府の使節を承認した。またバチカンは日本の傀儡政権である汪兆銘政権（南京政府）や満洲国を承認しなかった。これは北京の教皇使節が汪兆銘政権の及ぶ領域内でも活動するという合意によるものであった。また、満洲国にも教皇使節が派遣されている。1944年（昭和19年）に原田は教皇ピウス12世へ日本が停戦を望んでいることを伝えたが、日本政府はこれを否認している。また当時日本が占領していたフィリピン（日本占領時期のフィリピン）において、日本陸軍は現地民の歓心を得るためにフィリピン人をマニラ大司教に任じるようバチカン側に要請しているが、バチカン側はこれを否認している。
しかし、1945年（昭和20年）になると原田公使はバチカンの国務省の仲介でOSSの諜報員マーティン・キグリーと接触して終戦条件を提示され、東京の本省に報告している。

### 第二次大戦終結後（1945年 - ）
1952年（昭和27年）1月22日、主権回復を控えた日本政府はバチカンとの国交回復を閣議決定した。4月28日の日本国との平和条約発効に伴い教皇使節館は駐日本国ローマ法王庁公使館に格上げされて初代駐日教皇公使 マクシミリアン・フォン・フュルステンベルクが着任、国交が回復した。
1958年（昭和33年）、日本政府は在バチカン日本国公使館を在バチカン日本国大使館に格上げした。1966年（昭和41年）、教皇公使は教皇大使に格上げされ駐日本国ローマ法王庁公使館は駐日本国ローマ法王庁大使館となった。初代駐日教皇大使（駐日本国ローマ法王庁大使）には ブルーノ・ヴュステンベルクが就任している。
1970年の日本万国博覧会には、バチカン市国は日本万国博キリスト教館委員会とともに「キリスト教館」を出展した。
現代の日本とバチカンは文化協力を行うなど友好関係にある。要人訪問も何度か行われており、1981年（昭和56年）には教皇ヨハネ・パウロ2世が教皇としてはじめて日本を訪問した。1993年（平成5年）には天皇（明仁）が、2014年（平成26年）に安倍晋三首相が、2016年（平成28年）に秋篠宮文仁親王がそれぞれバチカンを訪問している。2019年（令和元年）11月には教皇フランシスコが日本を訪問している。